# Verdrag van Warschau (1970)

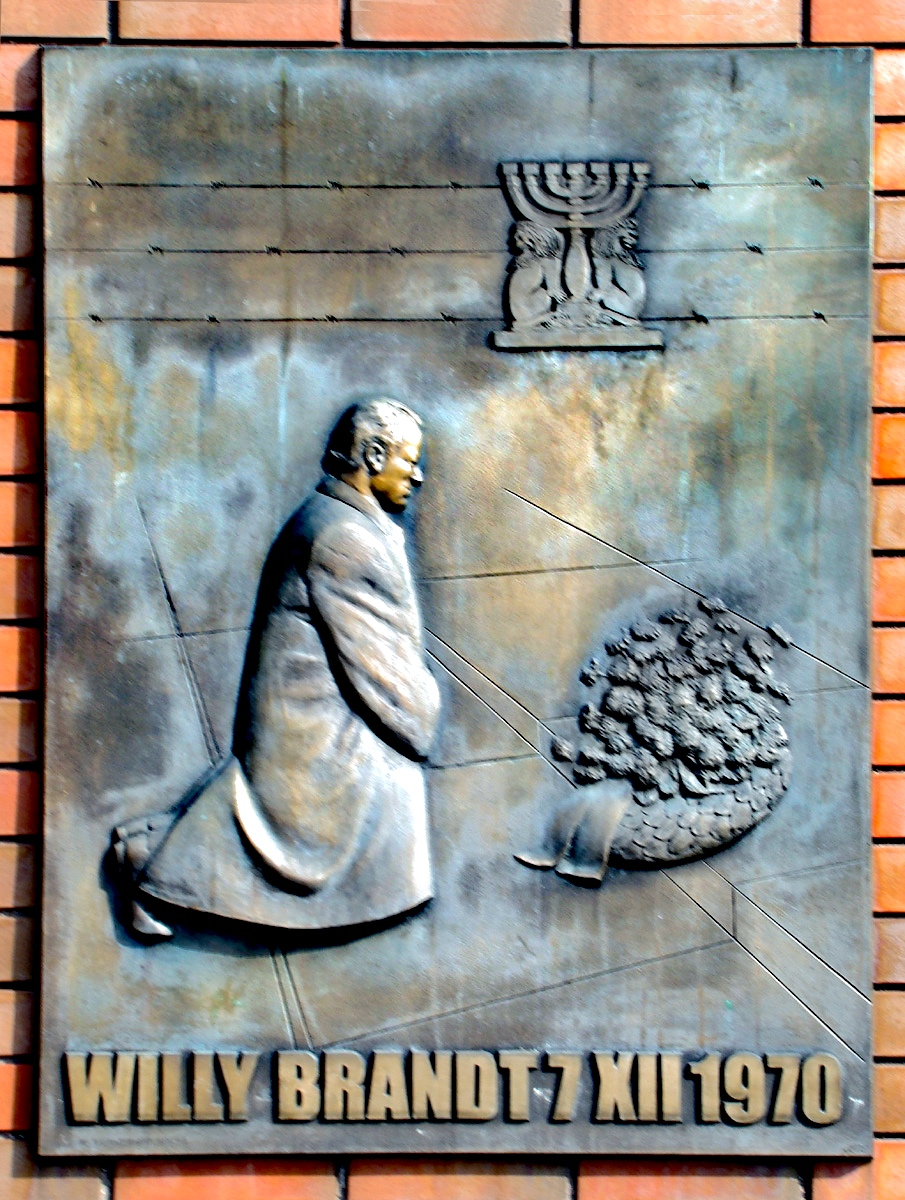
Monument voor de knieval van Bondskanselier Brandt in Warschau

Het Verdrag van Warschau (Duits: Warschauer Vertrag) was een verdrag dat op 7 december 1970 werd gesloten tussen de Bondsrepubliek Duitsland en de Volksrepubliek Polen. Het verdrag werd ondertekend door bondskanselier Willy Brandt en de Poolse Staatsraadvoorzitter Józef Cyrankiewicz en werd op 17 mei 1972 door de Duitse Bondsdag geratificeerd.
In het verdrag werd een voorlopige erkenning overeengekomen van de Oder-Neissegrens die de geallieerden na de Tweede Wereldoorlog bij de Conferentie van Potsdam in 1945 aan Duitsland en Polen hadden opgelegd. Deze grens was een bron van spanning tussen Duitsland en Polen: Duitsland had tot dan formeel geen afstand gedaan van de voormalige gebieden van het Duitse Rijk in het oosten, terwijl Polen deze gebieden beschouwde als compensatie voor de gebieden ten oosten van de Curzonlijn (Kresy) die de Sovjet-Unie in 1939 op Polen had veroverd en geannexeerd.
In de Bondsrepubliek was het verdrag zeer omstreden, omdat Duitsland hiermee de facto afstand deed van de voormalige Duitse gebieden in Polen. Het verdrag legde in artikel IV ook vast dat dit verdrag niet de overeenkomsten van Potsdam opvolgde, en dat de definitieve regeling zou plaatsvinden in een vredesverdrag tussen Duitsland en de geallieerde overwinnaars van de Tweede Wereldoorlog.
Het verdrag van Warschau was een belangrijke stap in de Neue Ostpolitik van Willy Brandt. Op de dag van de ondertekening maakte Willy Brandt zijn beroemde knieval bij het monument voor de slachtoffers van de opstand in het getto van Warschau.
In 1990 werd de Oder-Neissegrens in het Verdrag inzake de afsluitende regeling met betrekking tot Duitsland definitief vastgelegd, en op 14 november 1990 bevestigd met het Duits-Pools grensverdrag.